# C5orf47
C5orf47 (англ. Chromosome 5 open reading frame 47) – білок, який кодується однойменним геном, розташованим у людей на 5-й хромосомі. Довжина поліпептидного ланцюга білка становить 176 амінокислот, а молекулярна маса — 19 206.
| 10         |  | 20         |  | 30         |  | 40         |  | 50         |
| ---------- |  | ---------- |  | ---------- |  | ---------- |  | ---------- |
| MAAAGRGREQ |  | DSARFVYVTR |  | FGSHQCSGVL |  | QLGGRGAQGL |  | WGQGPGAGCR |
| QEKPREAMAV |  | AGVQGGSELP |  | LGSQLRVPTT |  | PGVEAAASAS |  | SQLRASRVQS |
| GTRQSARAGL |  | IQKDAAKKYD |  | FPIPLNEASK |  | IMKKKKKVLV |  | WNRVYKVISR |
| MLEENEKYRH |  | RLKCQRLSSE |  | SSNYTR     |  |            |  |            |

A: Аланін

C: Цистеїн

D: Аспарагінова кислота

E: Глутамінова кислота

F: Фенілаланін

G: Гліцин

H: Гістидин

I: Ізолейцин

K: Лізин

L: Лейцин

M: Метіонін

N: Аспарагін

P: Пролін

Q: Глутамін

R: Аргінін

S: Серин

T: Треонін

V: Валін

W: Триптофан